# Song Bình
Song Bình là một xã thuộc huyện Chợ Gạo, tỉnh Tiền Giang, Việt Nam.

## Địa lý
Xã Song Bình có diện tích 9,33 km², dân số năm 2013 là 8.055 người, mật độ dân số đạt 863 người/km².